# Славутский, Александр Александрович
Александр Александрович Славутский — украинский спортсмен-пауэрлифтер и тренер, родившийся 18 июля 1991 года. Имеет разряд коричневого пояса в джиу-джитсу.
Имеет ряд чемпионских наград за победы на турнирах, проведенных в Украине и Европе.

## Начало спортивной карьеры
В 15 лет начал заниматься джиу-джитсу, первым тренером был Ищенко Анатолий Александрович. Стал 2 кратным чемпионом Украины по этому виду спорта.
После этого попал на работу в фитнес-клуб «Вертикаль» в Одессе. На первых соревнованиях по пауэрлифтингу Александр поднял 200 кг и стал победителем турнира[какого?].

## Достижения
- Мастер спорта международного класса по становой тяге
- Мастер спорта по пауэрлифтингу
- Рекордсмен мира и Украины по становой тяге
- Многократный чемпион Украины по пауэрлифтингу и становой тяге
- Первое место на GPC EUROPEAN 2013 Knjaževac, Serbia в 82,5 категории (юниор)
- Третье место на Чемпионате мира 2013 GPC Eger Hungary в 82,5 категории (юниор)
- Первое место на GPC World Youth Cup 2013 Svidnik Slovakia в 82,5 категории (юниор)
- Первое место на GPC EUROPEAN 2015 Eastbourne, England в 90 категория (юниор)
- Первое место на IPL EUROPEAN CUP 2015 Odessa, Ukraine в 90 категории (юниор)
- Обладатель коричневого пояса по джиу-джитсу
- 2-кратный Чемпион Украины по джиу-джитсу (2010, 2011)
- Многократный чемпион Одесской области по джиу-джитсу